# یکه تپه
یکه تپه در شهرستان داورزن، بخش باشتین، دهستان باشتین، ۱۰۰ متری شرق روستای تاج‌آباد واقع شده و این اثر در تاریخ ۱۸ اسفند ۱۳۸۷ با شمارهٔ ثبت ۲۴۹۸۵ به‌عنوان یکی از آثار ملی ایران به ثبت رسیده است.